# Estrela de Cantanhez FC
El Estrela de Cantanhez es un equipo de fútbol de Guinea-Bissau que milita en la Tercera División de Guinea-Bissau, la tercera liga de fútbol más importante del país.

## Historia
Fue fundado el 25 de mayo de 2009 en la ciudad de Cubucaré y a pesar de nunca haber jugado en el campeonato Nacional de Guinea-Bisáu, hicieron historia al ser el primer equipo de la tercera división en ganar la Taça Nacional de Guinea-Bissau en el año 2013 tras derrotar en la final al Tigres de São Domingos, también de la Tercera División de Guinea-Bissau, 3-1 en penales tras quedar 1-1 en el periodo reglamentario.
A nivel internacional clasificaron a 1 torneo continental, la Copa Confederación de la CAF 2014, en la cual tuvieron que abandonar el torneo en la ronda preliminar cuando iban a enfrentarse al Red Lions FC de Liberia.

## Palmarés
- Taça Nacional de Guinea-Bissau: 1

2013
- Supercopa de Guinea-Bissau: 0
  - Finalista: 1

2013

## Participación en competiciones de la CAF
- Copa Confederación de la CAF: 1 aparición

2014 - abandonó en la Ronda Preliminar